# Discografia dei Disturbed
Quella che segue è la discografia dei Disturbed, gruppo musicale alternative metal statunitense, formatosi quando il chitarrista Dan Donegan, il batterista Mike Wengren ed il bassista Steve "Fuzz" Kmak assunsero il cantante David Draiman nel 1997. Un filmato di dimostrazione li portò ad un accordo con la Giant Records.
Sotto quell'etichetta pubblicarono il loro album di debutto, The Sickness, nel marzo del 2000. L'album raggiunse la posizione numero 29 nella classifica statunitense Billboard 200 e la 30 nell'australiana ARIA Charts. The Sickness è stato certificato quattro volte disco di platino negli Stati Uniti dalla RIAA e platino in Australia dalla ARIA. Vennero estratti quattro singoli dall'album: Stupify, Voices, The Game e Down with the Sickness; l'ultimo di essi fu quello di maggior successo, essendo stato l'unico singolo dei Disturbed ad essere certificato disco di platino dalla RIAA.
Nel giugno 2002 i Disturbed pubblicarono il film documentario M.O.L., il quale mostra alcuni dei momenti più personali della band nello studio e durante i tour, assieme a molti video musicali ed esibizioni live. M.O.L. venne certificato platino dalla ARIA. Nel settembre dello stesso anno uscì il loro secondo album in studio, Believe. Raggiunse la prima posizione nella Billboard 200 e nella classifica neozelandese RIANZ, oltre che il secondo posto nella Billboard Canadian Albums. Believe venne certificato due volte platino dalla RIAA, platino dalla ARIA e dalla Music Canada. Il primo singolo dell'album, Prayer, raggiunse la 14ª posizione nella Billboard Canadian Hot 100 e la 31ª nella Official Singles Chart. Un video musicale, diretto dai fratelli Strause, venne filmato per la canzone, ma siccome alcune scene nel video somigliavano ai filmati degli attentati dell'11 settembre, molte stazioni televisive si rifiutarono di trasmetterlo. Il singolo fu seguito da Remember, il quale non riuscì a raggiungere il successo del suo predecessore. Una data del tour Music as a Weapon II del 2003 venne registrata ed in seguito pubblicata nel febbraio 2004; al concerto vi erano inoltre le band Taproot, Chevelle e Ünloco. L'album dal vivo raggiunse la 148ª posizione nella Billboard 200.
Tre anni dopo l'uscita di Believe, i Disturbed pubblicarono il loro terzo album in studio, Ten Thousand Fists, nel settembre del 2005. L'album raggiunse la stessa posizione che ebbe il predecessore; numero uno nella Billboard 200 e nella classifica RIANZ e numero due nella Canadian Albums Charts. Venne certificato platino negli Stati Uniti, Australia e Canada. Ten Thousand Fists produsse singoli come Guarded, Just Stop, la cover della canzone dei Genesis, Land of Confusion, e Stricken. Entrambi gli ultimi due singoli raggiunsero la top 90 nella Billboard Hot 100 e la top 80 nella UK Singles Chart. Stricken venne successivamente certificato oro dalla RIAA. Il quarto album in studio dei Disturbed, Indestructible, fu pubblicato nel giugno del 2008. Come l'album precedente, arrivò alla numero uno nelle classifiche statunitensi e neozelandesi; inoltre raggiunse il top in quelle canadesi ed australiane. Quattro singoli venne estratti da Indestructible: l'omonima traccia, Perfect Insanity, The Night ed Inside the Fire (la quale raggiunse la prima posizione nella Hot Mainstream Rock Tracks, venne certificata oro dalla RIAA e fu nominata per un Grammy Award nella categoria Miglior interpretazione hard rock).
La band ha pubblicato quattro album consecutivi che hanno debuttato alla posizione numero uno della classifica Billboard 200, un traguardo che è stato realizzato solo dai Metallica e dalla Dave Matthews Band.

## Album

### Album in studio
| Anno                                                                                       | Dettagli                                                                                                 | Massima posizione in classifica | Massima posizione in classifica | Massima posizione in classifica | Massima posizione in classifica | Massima posizione in classifica | Massima posizione in classifica | Massima posizione in classifica | Massima posizione in classifica | Massima posizione in classifica | Massima posizione in classifica | Massima posizione in classifica | Massima posizione in classifica | Massima posizione in classifica | Certificazioni                                                                        |
| Anno                                                                                       | Dettagli                                                                                                 | US                              | AUS                             | AUT                             | CAN                             | FIN                             | GER                             | NZ                              | SWE                             | SWI                             | UK                              | IRL                             | JPN                             | NLD                             | Certificazioni                                                                        |
| ------------------------------------------------------------------------------------------ | --- | ------------------------------- | ------------------------------- | ------------------------------- | ------------------------------- | ------------------------------- | ------------------------------- | ------------------------------- | ------------------------------- | ------------------------------- | ------------------------------- | ------------------------------- | ------------------------------- | ------------------------------- | ------------------------------------------------------------------------------------- |
| 2000                                                                                       | The Sickness - Pubblicazione: 7 marzo 2000 - Etichetta: Giant Records (#24738) - Formati: CD, cassette   | 29                              | 30                              | —                               | —                               | —                               | —                               | —                               | —                               | —                               | 102                             | —                               | —                               | —                               | US: 5X Platino AUS: Platino CAN: 2X Platino UK: Oro                                   |
| 2002                                                                                       | Believe - Pubblicazione: 17 settembre 2002 - Etichetta: Reprise (#48320) - Formato: CD                   | 1                               | 32                              | 42                              | 2                               | 33                              | 68                              | 1                               | 35                              | 91                              | 41                              | 42                              | 54                              | —                               | US: 2X Platino AUS: Platino CAN: Platino NZ: Oro UK: Oro                              |
| 2005                                                                                       | Ten Thousand Fists - Pubblicazione: 20 settembre 2005 - Etichetta: Reprise (#49433) - Formato: CD        | 1                               | 11                              | 37                              | 2                               | —                               | 21                              | 1                               | 24                              | 62                              | 59                              | 62                              | 87                              | —                               | US: 2X Platino AUS: Platino CAN: Platino UK: Oro NZ: Oro                              |
| 2008                                                                                       | Indestructible - Pubblicazione: 3 giugno 2008 - Etichetta: Reprise (#12886) - Formato: CD, vinile da 12" | 1                               | 1                               | 10                              | 1                               | 2                               | 11                              | 1                               | 3                               | 15                              | 20                              | 43                              | 63                              | 57                              | US: 2X Platino AUS: Platino CAN: Platino UK: Oro NZ: Platino                          |
| 2010                                                                                       | Asylum - Pubblicazione: 31 agosto 2010 - Etichetta: Reprise - Formato: CD                                | 1                               | 2                               | 3                               | 2                               | 2                               | 4                               | 1                               | 7                               | 14                              | 7                               | 16                              | 46                              | 22                              | AUS: Oro NZ: Oro US: Oro UK: Argento                                                  |
| 2015                                                                                       | Immortalized - Pubblicazione: 21 agosto 2015 - Etichetta: Reprise - Formati: CD, DD                      | 1                               | 1                               | 2                               | 1                               | —                               | —                               | 2                               | —                               | —                               | —                               | —                               | —                               | —                               | US: Platino AUS: Platino AUT: Oro CAN: Platino GER: Platino NZL: Oro SWE: Oro UK: Oro |
| 2018                                                                                       | Evolution - Pubblicazione: 19 ottobre 2018 - Etichetta: Reprise - Formati: CD, vinile, DD                | 4                               | 3                               |                                 |                                 |                                 |                                 | —                               | —                               | —                               | —                               | —                               | —                               | —                               |                                                                                       |
| 2022                                                                                       | Divisive - Pubblicazione: 18 novembre 2022 - Etichetta: Reprise - Formati: CD, vinile, DD                | —                               | —                               | —                               | —                               | —                               | —                               | —                               | —                               | —                               | —                               | —                               | —                               | —                               |                                                                                       |
| "—" indica che l'album non è entrato in classifica o non è stato pubblicato in quel Paese. | |                                 |                                 |                                 |                                 |                                 |                                 |                                 |                                 |                                 |                                 |                                 |                                 |                                 |                                                                                       |

### Album dal vivo
| Titolo               | Dettagli                                                                                    | Classifica |
| -------------------- | ------------------------------------------------------------------------------------------- | ---------- |
| Music as a Weapon II | - Pubblicazione: 24 febbraio 2004 - Etichetta: Reprise Records (#48620) - Formato: CD, DVD  | 148        |
| Live at Red Rocks    | - Pubblicazione: 18 novembre 2016 - Etichetta: Reprise / Warner Bros. - Formati: CD, LP, DD |            |

### Raccolte
| Titolo                      | Dettagli                                                                                         | Classifica | Classifica | Classifica | Classifica | Classifica | Classifica | Classifica |
| Titolo                      | Dettagli                                                                                         | US         | AUS        | AUT        | GER        | NZL        | SWE        | SWI        |
| --------------------------- | ------------------------------------------------------------------------------------------------ | ---------- | ---------- | ---------- | ---------- | ---------- | ---------- | ---------- |
| The Studio Album Collection | - Pubblicazione: 7 ottobre 2011 - Etichetta: Reprise Records - Formato: CD, musica digitale      |            |            |            |            |            |            |            |
| The Lost Children           | - Pubblicazione: 8 novembre 2011 - Etichetta: Reprise Records - Formato: CD, LP, musica digitale | 13         | 12         | 35         | 29         | 10         | 59         | 59         |

### Extended play
| Titolo                | Dettagli                                                                                       |
| --------------------- | ---------------------------------------------------------------------------------------------- |
| Live & Indestructible | - Pubblicazione: 30 settembre 2008 - Etichetta: Reprise Records - Formato: CD, musica digitale |

## Singoli
| 2000                                                                                          | Stupify                | 112 | 12 | 10 | —  | —  | —  | —  | —  | —  |                         | The Sickness       |
| 2000                                                                                          | Down with the Sickness | 104 | 5  | 8  | —  | —  | —  | —  | —  | —  | US: Platino UK: Argento | The Sickness       |
| 2000                                                                                          | Voices                 | —   | 16 | 18 | —  | —  | —  | —  | —  | 52 |                         | The Sickness       |
| 2001                                                                                          | The Game               | —   | 34 | —  | —  | —  | —  | —  | —  | —  |                         | The Sickness       |
| 2002                                                                                          | Prayer                 | 58  | 3  | 3  | —  | 14 | —  | —  | —  | 31 |                         | Believe            |
| 2002                                                                                          | Remember               | 110 | 6  | 22 | —  | —  | —  | —  | —  | 56 |                         | Believe            |
| 2003                                                                                          | Liberate               | 121 | 4  | 22 | —  | —  | —  | —  | —  | —  |                         | Believe            |
| 2005                                                                                          | Guarded                | 117 | 7  | 28 | —  | —  | —  | —  | —  | —  |                         | Ten Thousand Fists |
| 2005                                                                                          | Stricken               | 95  | 2  | 13 | —  | —  | —  | —  | —  | 88 | US: Oro                 | Ten Thousand Fists |
| 2006                                                                                          | Just Stop              | —   | 4  | 24 | —  | —  | —  | —  | —  | —  |                         | Ten Thousand Fists |
| 2006                                                                                          | Land of Confusion      | 100 | 1  | 18 | —  | —  | —  | —  | —  | 79 |                         | Ten Thousand Fists |
| 2006                                                                                          | Ten Thousand Fists     | —   | 7  | 37 | —  | —  | —  | —  | —  | —  |                         | Ten Thousand Fists |
| 2008                                                                                          | Inside the Fire        | 73  | 1  | 4  | 43 | 60 | 6  | 19 | 18 | —  | US: Oro                 | Indestructible     |
| 2008                                                                                          | Perfect Insanity       | —   | —  | —  | —  | —  | —  | —  | —  | —  |                         | Indestructible     |
| 2008                                                                                          | Indestructible         | 72  | 2  | 10 | —  | —  | 10 | —  | —  | —  |                         | Indestructible     |
| 2009                                                                                          | The Night              | —   | 2  | 18 | 8  | —  | —  | —  | —  | —  |                         | Indestructible     |
| 2010                                                                                          | Another Way to Die     | 81  | 1  | 15 | 1  | —  | 62 | —  | —  | —  |                         | Asylum             |
| 2010                                                                                          | Asylum                 | —   | —  | —  | —  | —  | —  | —  | —  | —  |                         | Asylum             |
| 2010                                                                                          | The Animal             | —   | 2  | 20 | 6  | —  | —  | —  | —  | —  |                         | Asylum             |
| 2011                                                                                          | Warrior                | 103 | 4  | 29 | 14 | —  | —  | —  | —  | —  |                         | Asylum             |
| 2011                                                                                          | Hell                   | —   | 16 | —  | 35 | —  | —  | —  | —  | —  |                         | The Lost Children  |
| 2015                                                                                          | The Vengeful One       | —   | 11 | —  | 17 | —  | —  | —  | —  | —  |                         | Immortalized       |
| 2018                                                                                          | Are You Ready          | —   | —  | —  | —  | —  | —  | —  | —  | —  |                         | Evolution          |
| "—" indica che il singolo non è entrato in classifica o non è stato pubblicato in quel Paese. |                        |     |    |    |    |    |    |    |    |    |                         |                    |

Note
- Stupify, Down with the Sickness, Remember, Liberate, Guarded e Warrior non sono entrate nella classifica Billboard Hot 100, esse sono state inserite nella classifica Bubbling Under Hot 100.
- The Game non è stato pubblicato come singolo; è stato classificato in base alla classifica US Mainstream Rock Tracks, la quale non tiene conto del numero di vendite del singolo, ma delle volte che un brano è stato passato in radio.
- Warrior non è stato pubblicato come singolo; è stato classificato in base ai download digitali.

## Album video
| Anno | Dettagli DVD                                                                                    | Certificazioni |
| ---- | ----------------------------------------------------------------------------------------------- | -------------- |
| 2002 | M.O.L. - Pubblicazione: 4 giugno 2002 - Etichetta: Warner Bros. (#38548) - Formato: DVD, VHS    | AUS: platino   |
| 2008 | Indestructible in Germany - Pubblicazione: 27 novembre 2008 - Etichetta: Reprise - Formato: DVD |                |
| 2010 | D.O.D. - Pubblicazione: 2010 - Etichetta: Reprise - Formato: DVD                                |                |

## Video musicali
| Anno | Titolo                 | Regista                           |
| ---- | ---------------------- | --------------------------------- |
| 2000 | Stupify                | Nathan "Karma" Cox                |
| 2001 | Voices                 | Gregory Dark                      |
| 2001 | Down with the Sickness | Nathan Cox                        |
| 2002 | Prayer                 | Brothers Strause                  |
| 2003 | Remember               | Marc Webb                         |
| 2003 | Liberate               | Nathan Cox / Hank Lena            |
| 2004 | Bound                  | Nathan Cox / Hank Lena            |
| 2005 | Stricken               | Nathan Cox                        |
| 2006 | Just Stop              | Mike LaBellarte                   |
| 2006 | Land of Confusion      | Todd McFarlane / Terry Fitzgerald |
| 2008 | Inside the Fire        | Nathan Cox                        |
| 2008 | Indestructible         | Noble Jones                       |
| 2009 | The Night              | Noble Jones                       |
| 2010 | Another Way to Die     | Roboshobo                         |
| 2010 | Asylum                 | Roboshobo                         |
| 2010 | The Animal             | Charlie Terrell                   |
| 2015 | The Vengeful One       | Phil Mucci                        |
| 2018 | Are You Ready          | Robert Schober                    |
| 2019 | No More                | Matt Mahurin                      |

## Altre canzoni
- This Moment - colonna sonora di Transformers
- A Welcome Burden - colonna sonora di Dracula 2000
- God of the Mind - colonna sonora di Valentine - Appuntamento con la morte
- Dehumanized e Hell - contenute nel singolo Stricken
- Sickened - contenuta nel singolo Land of Confusion
- Monster e Two Worlds - contenute nell'edizione di Ten Thousand Fists legata al tour europeo
- Forsaken - scritta da Jonathan Davis, contenuta nella colonna sonora del film La regina dei dannati
- Glass Shatters - theme song d'entrata del wrestler Stone Cold Steve Austin
- Loading the Weapon - versione solo dal vivo inclusa in Music as a Weapon II
- Fade to Black - cover dei Metallica
- Midlife Crisis - cover dei Faith No More e presente nel B-side di Indestructible
- Parasite e Run - dal B-side di Indestructible
- Living after Midnight - cover dei Judas Priest